# Die Belagerung (Carl Friedrich Lessing)
Die Belagerung oder Verteidigung eines Kirchhofs im Dreißigjährigen Krieg ist der Titel eines Historien- und Landschaftsgemäldes des Malers Carl Friedrich Lessing aus dem Jahr 1848. Es zeigt die Szene einer bevorstehenden Belagerung einer Kirchenruine im Dreißigjährigen Krieg und zählt zu den bedeutenden Schöpfungen der Düsseldorfer Malerschule.

## Beschreibung
Das Ölbild zeigt eine romanische Kirchenruine und einen Friedhof auf einem mit Mauern befestigten Bergrücken. Die Kirchturmspitze ist abgebrannt. Als bizarres Mahnmal einer Zerstörung ragt der steinerne Schaft des Turms empor und beherrscht die Bildszene. Verkohlte Holzbalken und Trümmer in dem Kirchengemäuer sowie Rauchspuren auf dessen Mauerwerk deuten auf eine Brandschatzung in jüngerer Zeit hin. Innerhalb der Befestigung ist eine Gruppe von Landsknechten in Bekleidungen, Rüstungen und Bewaffnungen zu sehen, die den Betrachter in die Zeit des Dreißigjährigen Kriegs führen. Im Vordergrund liegt einer der Söldner verletzt auf dem Boden, den Cabasset zu seiner Seite. Ein Dominikaner-Mönch beugt sich über ihn, um ihn mit dem Sterbesakrament zu versehen, während zwei andere Soldaten dem Sterben in unterschiedlichen Haltungen beiwohnen, der eine mit gekreuzten Armen ungerührt auf einem Grabstein lehnend, der andere auf dem Boden hockend, die Hand nachdenklich und mitleidend ans Kinn fassend.
Einige Soldaten sind mit dem Guss von Bleikugeln beschäftigt und zeigen dadurch an, dass der Krieg andauert und die Kampfhandlungen fortgesetzt werden. Andere Soldaten schauen über die Befestigungsmauer hinab in das weite Land, das durch goldgelbe Kornfelder, Gruppen vollbelaubter Bäume und Hecken sowie grün bewaldete Hügel einen hochsommerlichen Aspekt zeigt. Ihr Blick richtet sich gespannt auf eine Gruppe feindlicher Fußtruppen, die sich – angeführt von zwei Reitern – auf einem sich schlängelnden Weg der Befestigung nähern. Die Feinde hinterlassen ein Kirchdorf, dessen Häuser und Felder gerade brennen.
Am Horizont naht die dunkle Regenfront eines Sommergewitters. Als symbolische Vorboten eines drohenden Kampfes erfassen erste Böen des Unwetters die großkronigen Bäume auf dem Kirchenhügel und steigern die Spannung der dramatischen Szene.

## Bedeutung, Interpretation
In dem Gemälde führte Lessing seinen Zeitgenossen die zerstörerische Gewalt des Dreißigjährigen Krieges vor Augen. Als geschichtliches Gleichnis und Lehrbeispiel zu politischen Fragen seiner Zeit – des Vormärz und der Märzrevolution – rief er durch Veranschaulichung der Vernichtung von Leben (Tod des Soldaten), von Lebensgrundlagen (brennende Häuser und Felder eines Dorfes) und von baulichem Erbe (Kirchenruine) zur Einheit Deutschlands auf. Außerdem versinnbildlichte er das Ringen gegnerischer Mächte um die Gestaltung der politischen Ordnung Großdeutschlands. Nach vorherrschender Ansicht betonte er durch die hervorgehobene Darstellung eines monumentalen romanischen Kirchturms als Symbol der tradierten Ordnung des Alten Reichs die Perspektive des Bürgertums, das in Düsseldorf und andernorts im Kampf gegen republikanische, sozialistische Kräfte für die Ideen der konstitutionellen Monarchie und des Liberalismus focht. Im politischen Streit seiner Zeit nahm Lessing somit eine konservativere politische Haltung ein. Mit seinem Bild vermittelte er einen bürgerlich geprägten politischen Standpunkt, der sich von sozialkritischen, republikanischen Positionen, wie sie etwa der Düsseldorfer Maler Johann Peter Hasenclever in dessen Gemälde Arbeiter vor dem Magistrat zum Ausdruck brachte, deutlich unterscheidet.

## Entstehung, Rezeption

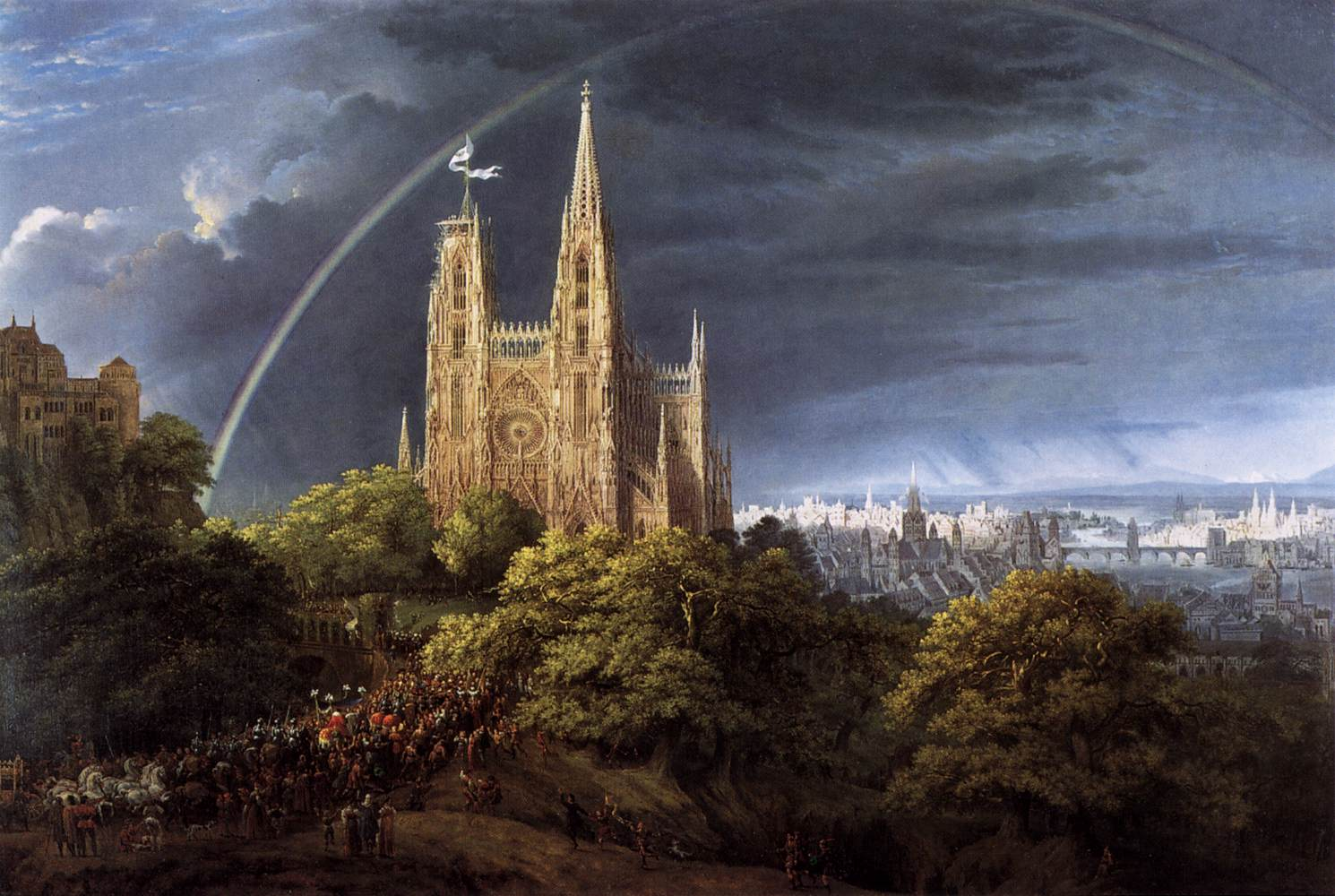
Karl Friedrich Schinkel: Mittelalterliche Stadt an einem Fluss, 1815, Alte Nationalgalerie

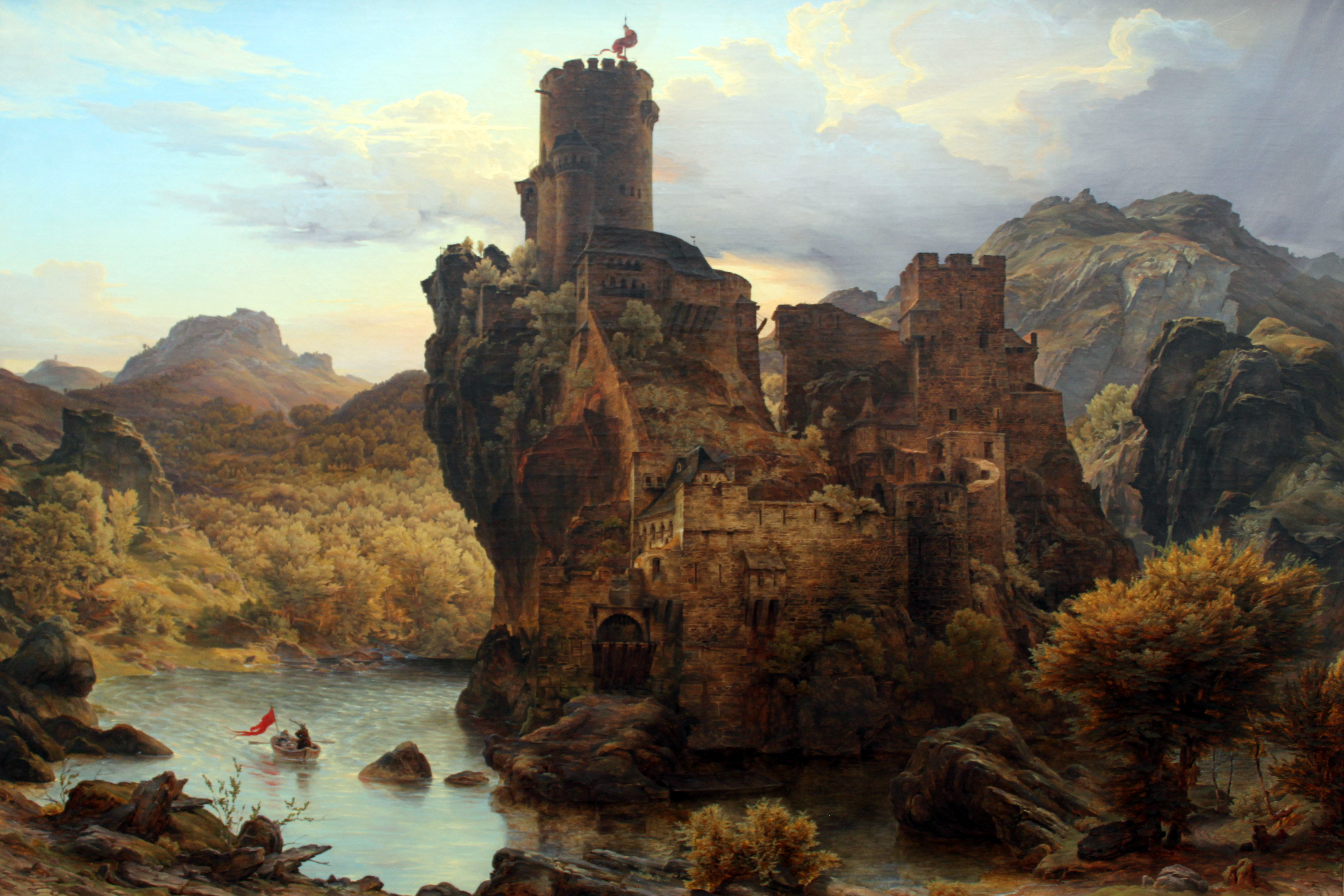
Das Felsenschloss, 1828

Landschaft am Rheintal, 1835, Städelsches Kunstinstitut

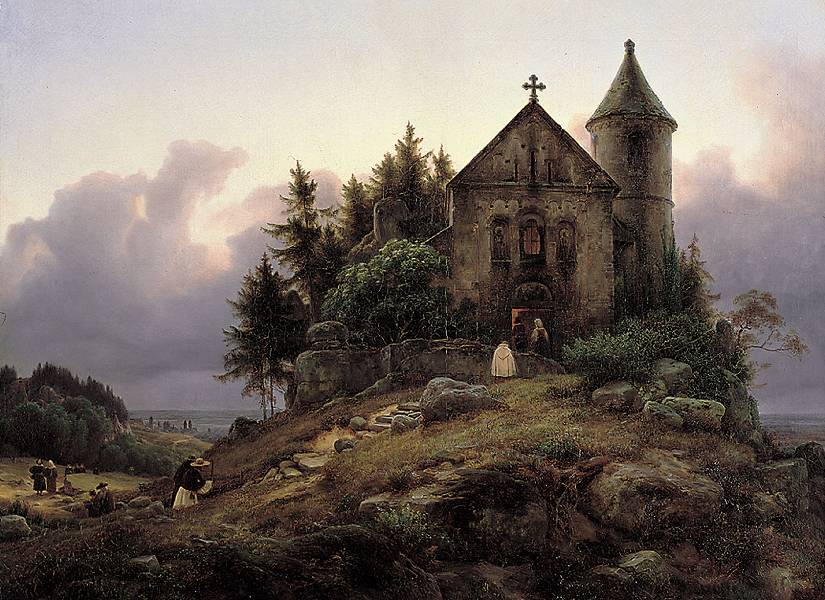
Die Waldkapelle, 1839

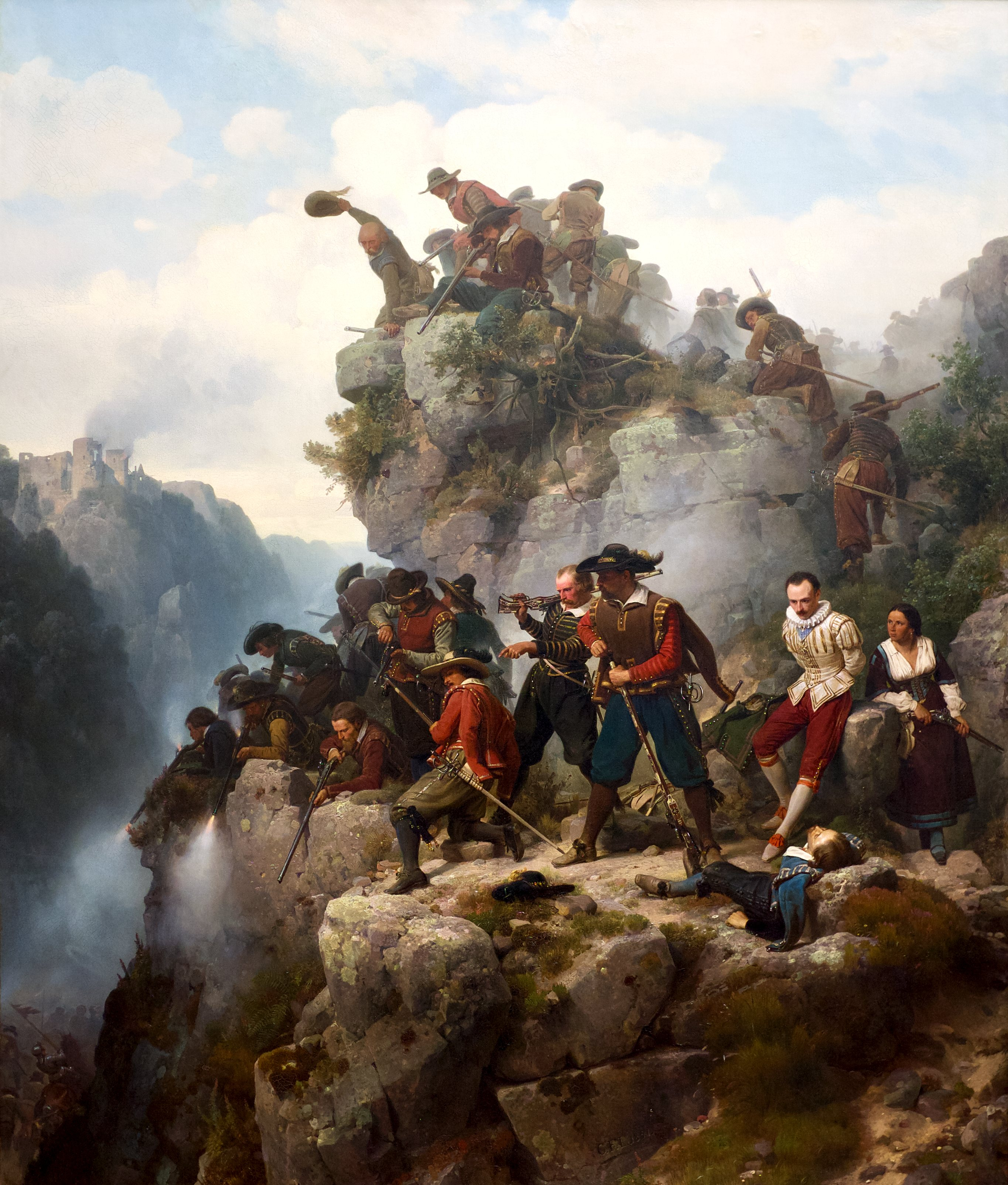
Schützen, einen Engpass verteidigend, 1851, Alte Nationalgalerie

1848, als das Bild Die Belagerung entstand, galt Carl Friedrich Lessing bereits als führender Historien- und Landschaftsmaler der Düsseldorfer Schule. In diesem Gemälde, das zu seinen Hauptwerken zählt, kombinierte er Historien- und Landschaftsmalerei zu einer ausdrucksvollen Komposition mit erzählerischem Detailreichtum. In romantischer Fortsetzung der Tradition der niederländischen Landschaftsmalerei sowie der Malerei Karl Friedrich Schinkels und ähnlich wie sein Düsseldorfer Zeitgenosse, der Landschaftsmaler Johann Wilhelm Schirmer, setzte er den Bildhorizont tief an, um durch einen so erhöhten Standpunkt („Auslugpunkt“) in der rechten Bildhälfte ein weites Panorama zu eröffnen. Darin entwickelte er das Bild einer imposanten, historisch gedachten, deutschen Sommerlandschaft, wie er sie insbesondere auf seinen Studienreisen in der Eifel und am Unteren Mittelrhein kennengelernt hatte. Das aufziehende Gewitter inszenierte er als symbolische Analogie zur Entstehung eines verheerenden Krieges.
Das romantische Motiv des Kirchhofs war Lessing schon aus Berliner Studienzeiten geläufig. Unter Heinrich Dählings Anleitung hatte er 1826 das Gemälde Ein Kirchhof gemalt und auf der akademischen Kunstausstellung in Berlin präsentiert. Einflüsse der Grabes- und Friedhofsromantik der Berliner Landschaftsmalerei sind in diesem Bild deutlich zu spüren. Stimmungsvolle alte Gemäuer, monumentale, der Fantansie entsprungene Architekturmotive, die er – wie etwa Das Felsenschloss oder Die Waldkapelle – nach dem Vorbild seines Lehrers Schinkel vorzugsweise auf erhöhten Punkten, auf Felsen und Gipfeln platzierte, durchziehen fortan sein Werk. 1835 schuf er eine heute in der Städel-Sammlung verwahrte Landschaft mit dem Motiv von Tod und Zerstörung, das wesentliche Elemente des späteren Hauptbildes vorwegnahm. Studien zum Sujet des Dreißigjährigen Krieges und des Kampfes im Gebirge hatte er 1843 in dem Bild Schützen, einen Engpass verteidigend begonnen, welches er erst 1851 vollendete. Eine (verschollene) Zeichnung mit dem Titel „Verteidigung eines Kirchhofes im dreißigjährigen Krieg“ schuf er noch vor dem Jahr 1848, ebenso fünf Studien zu diesem Bild, welche sich heute im Besitz des Cincinnati Art Museum befinden.
Mit dem Aufschwung der Geschichtswissenschaft in den 1830er und 1840er Jahren hatte die realistische Historienmalerei auch in Düsseldorf zunehmend an Bedeutung gewonnen. Beachtliche Anstöße zur Entwicklung gaben die beiden belgischen Historienmaler Louis Gallait und Edouard de Bièfve, deren großformatige Bilder einen geschichtlichen Stoff im Zusammenhang mit der Unabhängigkeit Belgiens thematisierten. In Düsseldorf, wo sich seit etwa 1830 die Genremalerei entfaltete, entstanden durch Lessing und Wilhelm Camphausen 1835 und 1838 die ersten Genrebilder zum Dreißigjährigen Krieg. Seit den 1830er Jahren hatte sich Lessing in dem bedeutenden Werkzyklus seiner „Husbilder“ mit der Figur von Jan Hus und der Hussitenbewegung beschäftigt und damit das in seiner Zeit hochbrisante Thema der Glaubensspaltung publikumswirksam bearbeitet. 1839 schuf Alfred Rethel unter dem Titel Auffindung der Leiche Gustav Adolfs ein Historiengemälde aus der Epoche des Dreißigjährigen Kriegs, das Eduard Geselschap 1848 als Motiv ebenfalls bearbeitete. Mit detailrealistischem Interesse waren diese Maler bemüht, die historischen Akteure, etwa durch Einzelheiten ihrer Kleidung und Ausstattung, möglichst authentisch wiederzugeben. Auch dieses Bild kennzeichnet insoweit den Übergang von der Spätromantik zum Realismus.
In der zeitgenössischen Kunstkritik, die Lessings historische Szene aus dem Dreißigjährigen Krieg positiv aufnahm, wurde hervorgehoben, etwa bei Wolfgang Müller von Königswinter, dass seine Darstellung von den damals aktuellen Ereignissen der Märzrevolution inspiriert war. Zu Beginn dieser Revolution hatte Lessing sich wie viele andere Maler in der Bürgerwehr Düsseldorfs engagiert und die Funktion eines Zugführers übernommen, ehe er sich unter dem Eindruck von Gewalt und radikalen Forderungen der politischen Linken, deren organisatorisches Zentrum der Düsseldorfer Volksklub unter Führung von Julius Wulff, Ferdinand Lassalle und Ferdinand Freiligrath bildete, von den Aktivitäten auf der Straße zurückzog. In Übereinstimmung mit dem rheinischen Bürgertum befürwortete er zwar die Ideen der Märzrevolution und der Nationalversammlung in der Frankfurter Paulskirche und bejahte grundsätzlich den gesellschaftlichen Wandel, jedoch waren ihm die Ziele der äußersten Linken zuwider. Über seine Eindrücke aus Frankfurt am Main, wo er sich im Frühsommer 1848 aufgehalten und Abgeordnete der Nationalversammlung getroffen hatte, schrieb er seinem Bruder Ludwig (Louis) Lessing (1817–1897):

„Die trüben Gedanken, die ich vor meiner Reise über die Zukunft unseres Vaterlandes gehabt, haben sich, seitdem ich die Männer, welche über das Wohl desselben zu Frankfurt beraten, kennen gelernt habe, um vieles erheitert. Etwas Gutes bringen ihre ausgezeichneten Eigenschaften sicher zustande, trotz der Wühlereien der äußersten Linken und der Pariser Propaganda, die über unser ganzes Land verbreitet ist… Ich könnte Dir viel, sehr viel über jene zu Frankfurt verlebten Tage erzählen, führte es nicht zu weit; ich muss Dich daher auf die Zeitungen verweisen, die freilich nur parteiisch schildern. Die Radikalen behaupten immer, ihre Partei am Parlamente sei am besten vertreten; das ist aber gar nicht der Fall; weder an Zahl noch an geistigen und moralischen Eigenschaften können sie es mit den andern Parteien dieser Versammlung aufnehmen; sie sind nur so lange mächtig, solange das Volk sich durch ihre abscheulichen Wühlereien verführen läßt; dies gelingt ihnen leider auf eine unbegreifliche Weise; das Volk ist für diese Bewegung ganz unvorbereitet, da sie nicht aus demselben hervorgegangen ist. In unseren Pfaffenstädten Köln, Düsseldorf, Koblenz, Aachen und Trier und in den süddeutschen Städten ist das Volk ganz des Teufels und aller Vernunft unzugänglich, nicht so auf dem Lande, wo häufig diese Wühler mit Prügeln traktiert werden. Respekt vor dem Gesetz wird ihnen wohl nur durch graue Pillen [Gewehrkugeln] beizubringen sein.“

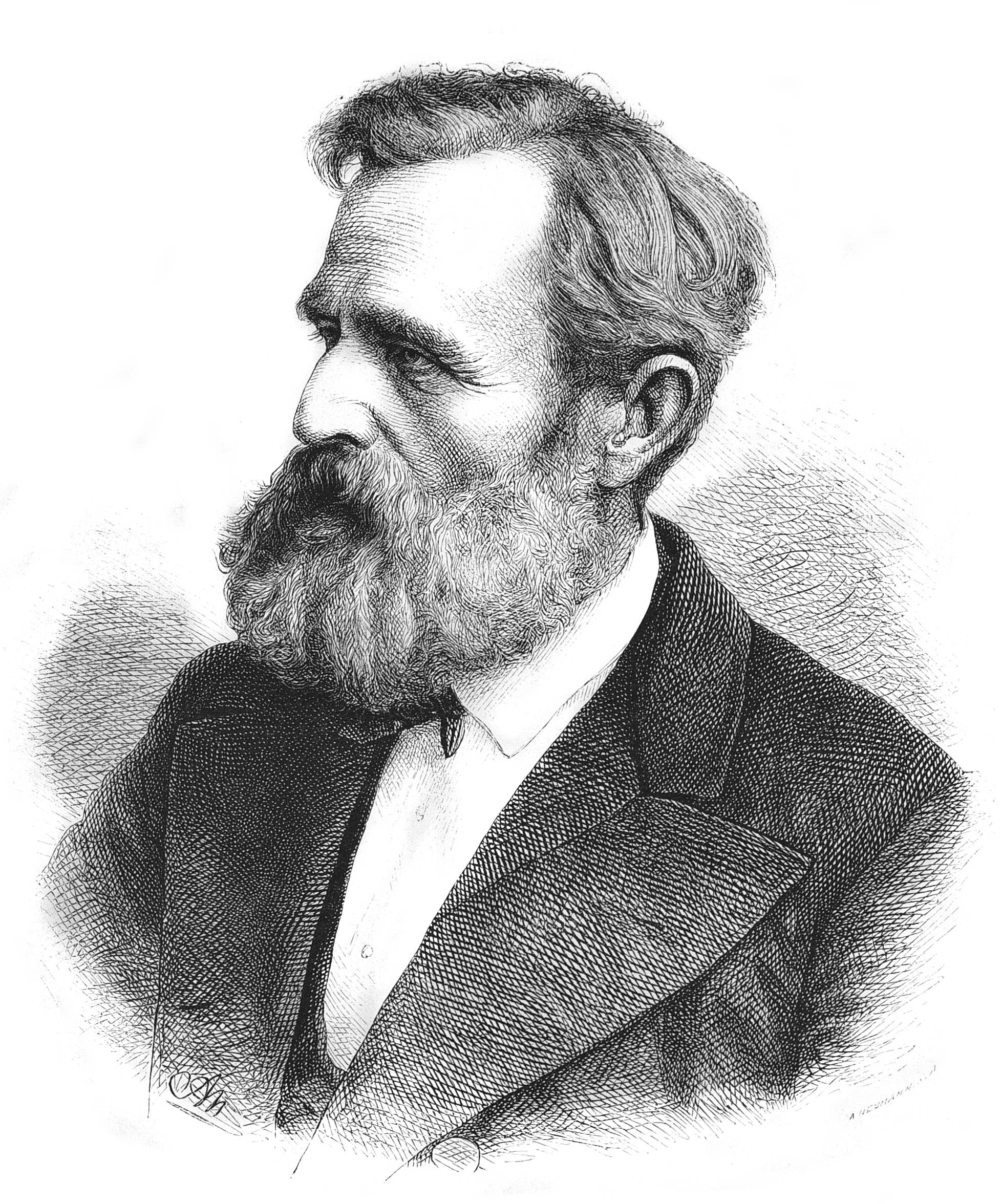
Carl Friedrich Lessing, Porträt von Adolf Neumann aus der Zeitschrift Die Gartenlaube, 1878

1849 wurde das Bild vom Verein zur Errichtung einer Gemäldegalerie zu Düsseldorf erworben und ausgestellt. Später gelangte es in die Sammlung des Museums Kunstpalast. Einen bei Julius Buddeus verlegten Nachstich (Radierung, 52,6 × 73,1 cm) schufen Wilhelm von Abbema und Fritz Werner. Der US-amerikanische Maler Worthington Whittredge ließ sich 1849 durch das in Düsseldorf ausgestellte Bild zu seinem Gemälde Kampf vor der Burg (Burg Drachenfels) anregen. Im Jahr 1854 wandelte Lessing in dem Bild Landschaft aus den Dreißigjährigen Krieg sein Motiv von 1848 ab und schuf eine Kampfszene, die Schrecken des Dreißigjährigen Krieges einschließlich verheerender Verwüstungen noch deutlicher vor Augen führt.

## Ausstellungsgeschichte
- 1861: Zweite allgemeine deutsche und historische Kunst-Ausstellung, Köln
- 1881: Werke von Carl Friedrich Lessing, Wien
- 1882–1903: Ausstellungen des Kunstvereins für die Rheinlande und Westfalen sowie der Städtischen Gemäldesammlung Düsseldorf
- 1979 und 2000: Kunstmuseum Düsseldorf
- 2009: Museum Kunstpalast, Düsseldorf